# Jocs Olímpics d'Estiu de 1916
Els Jocs Olímpics d'Estiu de 1916, oficialment Jocs de la VI Olimpíada, havien de ser els jocs que s'havien de disputar a la ciutat de Berlín (Imperi Alemany) l'any 1916. A conseqüència de la Primera Guerra Mundial (1914-1918) foren cancel·lats.
El 27 de maig de 1912, a la ciutat d'Estocolm (Suècia), seu dels Jocs Olímpics d'Estiu de 1912 s'escollí la ciutat de Berlín per davant de les ciutats de Budapest (Imperi Austrohongarès) i Alexandria (Egipte), si bé aquesta última no arribà a presentar la candidatura oficial.
En aquests Jocs Olímpics es planejà una setmana hivernal per a disputar competicions de patinatge de velocitat, patinatge artístic, hoquei sobre gel i esquí nòrdic, el que hagués pogut considerar-se com uns veritables Jocs Olímpics d'Hivern. Per a la realització de les proves tradicionals d'atletisme es planificà la construcció de l'Estadi Olímpic de Berlín, recinte que finalment s'edificà per a la celebració dels Jocs Olímpics de 1936 realitzats en aquesta ciutat.